# Třída Hobart
Třída Hobart je třída raketových torpédoborců australského královského námořnictva. Představuje derivát španělské třídy Álvaro de Bazán. Plavidla slouží zejména pro zajištění prostorové protivzdušné obrany floty v okruhu 150 km. Celkem byly postaveny tři torpédoborce této třídy. Do služby byly přijaty v letech 2017–2020. Nahradily přitom fregaty třídy Adelaide.

## Stavba

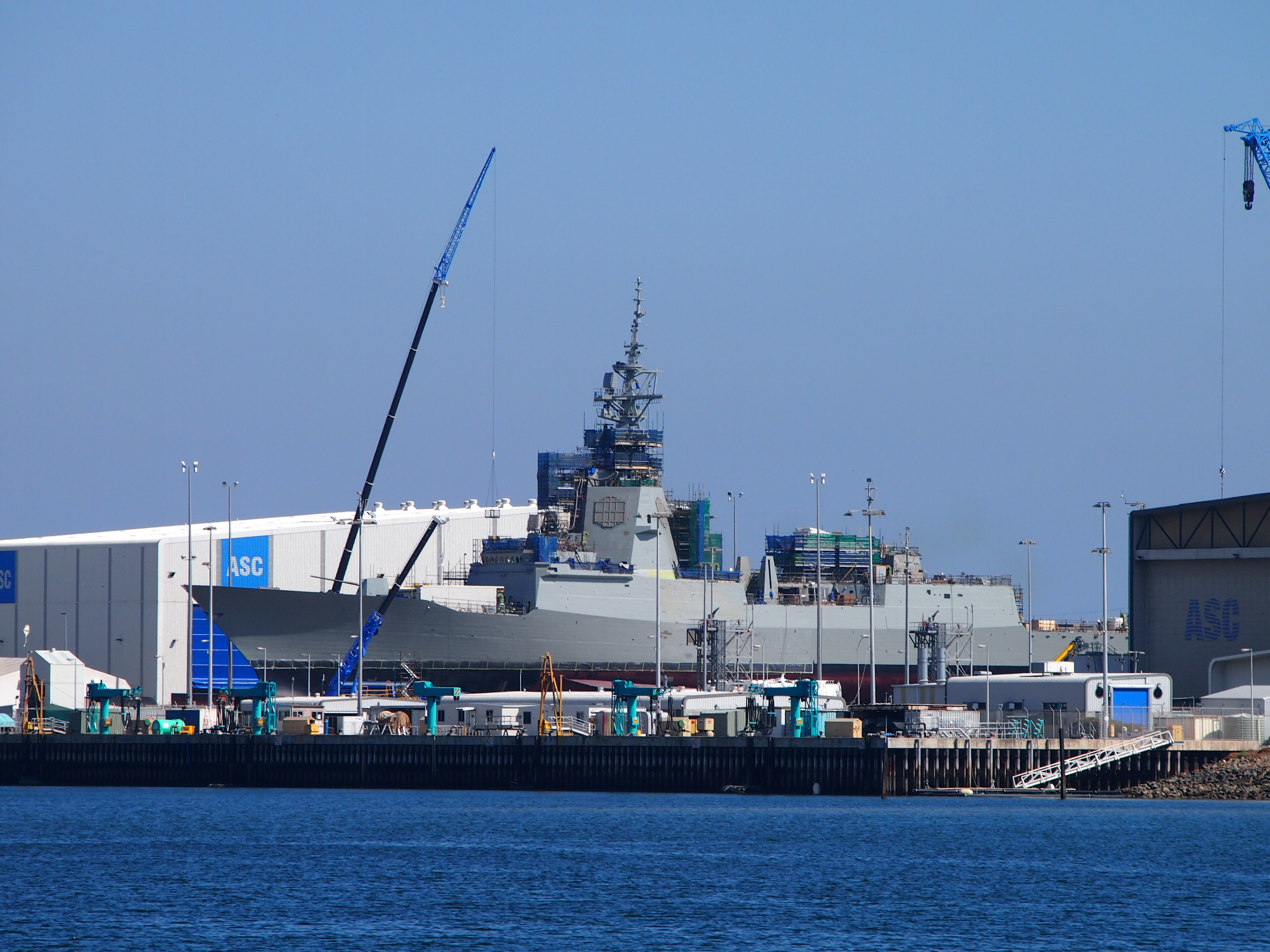
Rozestavěný torpédoborec Hobart v loděnici ASC

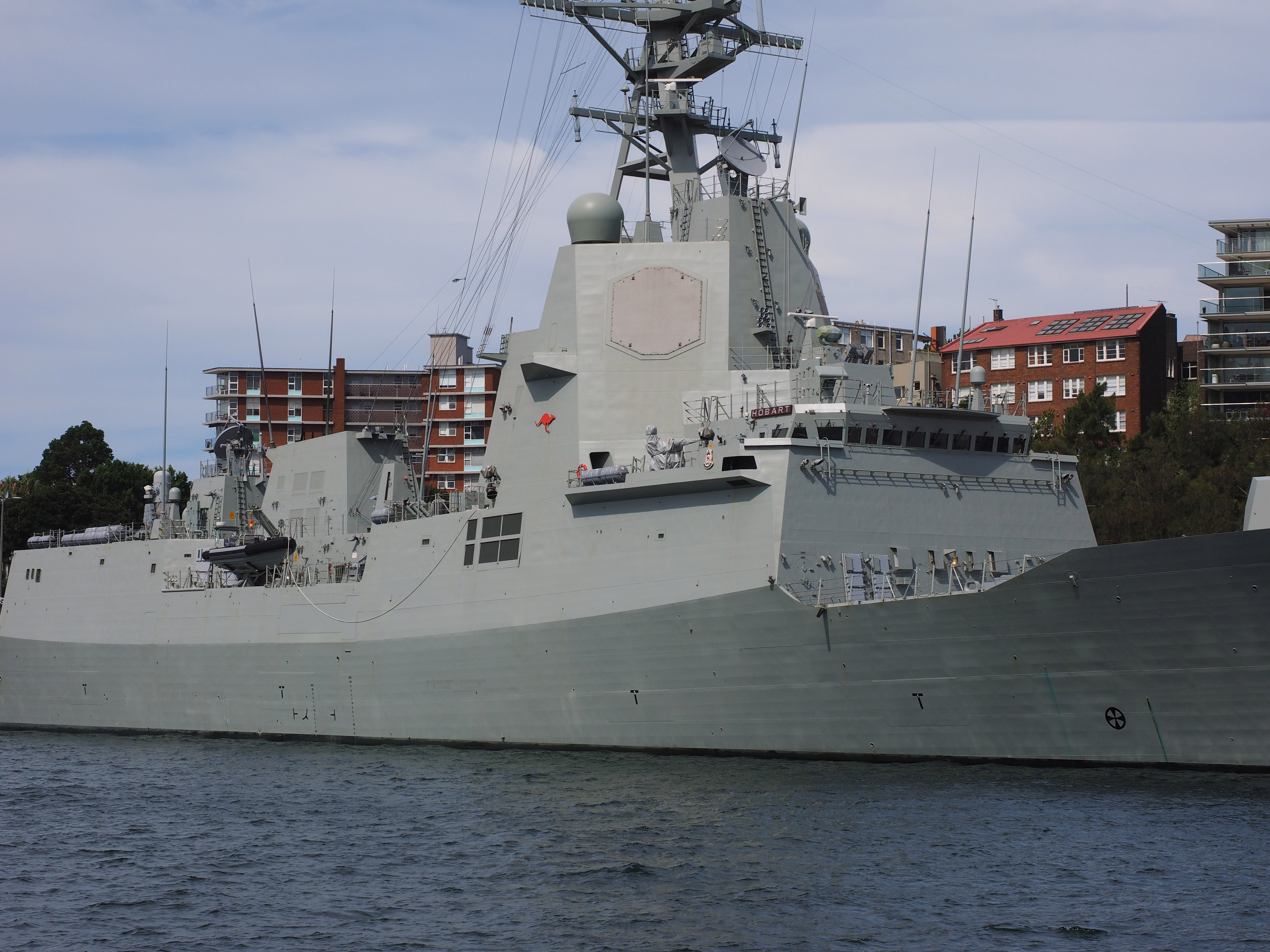
Detail nástavby torpédoborce Hobart

Projekt stavby tří torpédoborců této třídy realizovalo konsorcium Air Warfare Destroyers Alliance (AWD) v rámci australského obranného programu SEA 4000 v hodnotě 8 miliard dolarů. Ten byl reakcí na zaostávání australských plavidel v protivzdušné obraně, neboť raketové torpédoborce třídy Perth byly vyřazeny, fregaty třídy Adelaide zastarávaly a omezené možnosti třídy Anzac měl teprve napravit modernizační program. Třída Hobart proto má mít schopnost zajišťovat prostorovou protivzdušnou obranu.
Požadavky na celý projekt byly vypsány v roce 2003. Zareagovaly na ně americké loděnice Gibbs & Cox s modifikací torpédoborců třídy Arleigh Burke a španělská Navantia s úpravou platformy F100 (třída Álvaro de Bazán) označenou F105. V lednu 2006 bylo oznámeno, že torpédoborce nesou tradiční jména Hobart (DDG 39), Brisbane (DDG 41) a Sydney (DDG 42). V roce 2007 byl jako vítězný vybrán projekt Navantie.
Plavidla mají modulární konstrukci. Jednotlivé části postavily loděnice ASC (dříve Australian Submarine Corporation) v Osborne ve městě Adelaide, BAE Systems Australia v Melbourne a Forgacs Group v Tomagu ve městě Newcastle. Finální kompletace a instalace vybavení proběhla v loděnici ASC.
Torpédoborce třídy Hobart měly dle plánu vstoupit do služby v letech 2014, 2016 a 2017. Podíl australského průmyslu na celém programu přitom byl odhadován na 55%.
Kýl prototypové jednotky HMAS Hobart byl založen v září 2012 v loděnici ASC. V červnu 2013 byly do Austrálie dodány poslední stavební bloky plavidla.
Program stavby třídy Hobart konsorciem AWD se do roku 2014 dostal do 15–21 měsíčního skluzu a o 300 milionů překročil stanovený rozpočet ve výši 8,45 miliardy australských dolarů, což nebylo konečné číslo. Způsobila to jak nezkušenost australských loděnic, tak špatná koordinace s loděnicí Navantia, která například dodala chybné plány.
Prototypový torpédoborec Hobart zahájil dne 13. září 2016 námořní zkoušky. Zkoušky plavidlo úspěšně dokončilo 6. března 2017. Do služby bylo přijato 23. září 2017.
Plných operačních schopností (Full Operational Capabilities – FOC) celá třída dosáhla v polovině roku 2021.
Jednotky třídy Hobart:
| Jméno                  | Založení kýlu      | Spuštěna          | Vstup do služby | Status  |
| ---------------------- | ------------------ | ----------------- | --------------- | ------- |
| HMAS Hobart (DDG 39)   | 6. září 2012       | 23. května 2015   | 23. září 2017   | aktivní |
| HMAS Brisbane (DDG 41) | 3. února 2014      | 15. prosince 2016 | 27. října 2018  | aktivní |
| HMAS Sydney (DDG 42)   | 19. listopadu 2015 | 19. května 2018   | 18. května 2020 | aktivní |

## Konstrukce

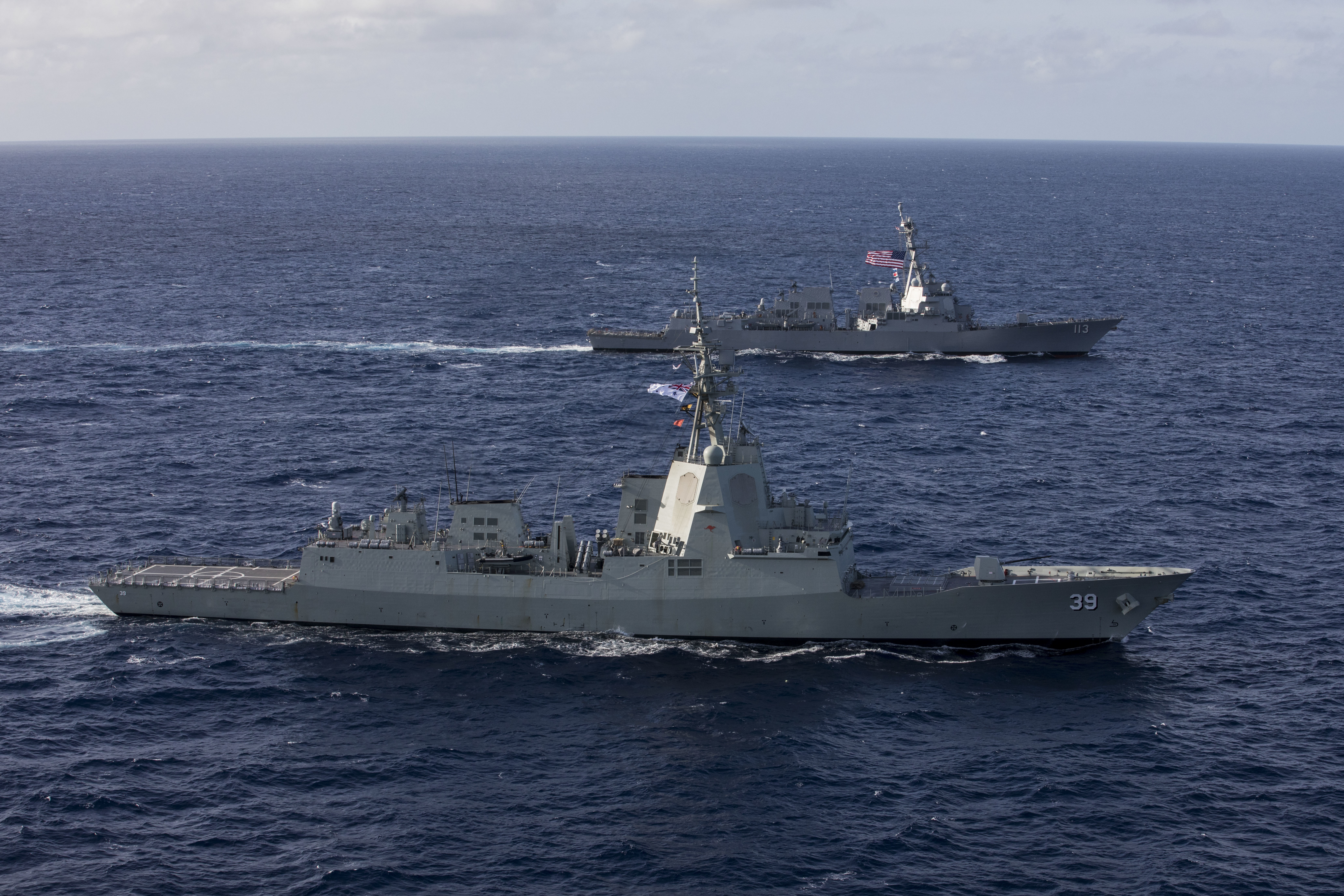
HMAS Hobart (vpředu) v září 2018

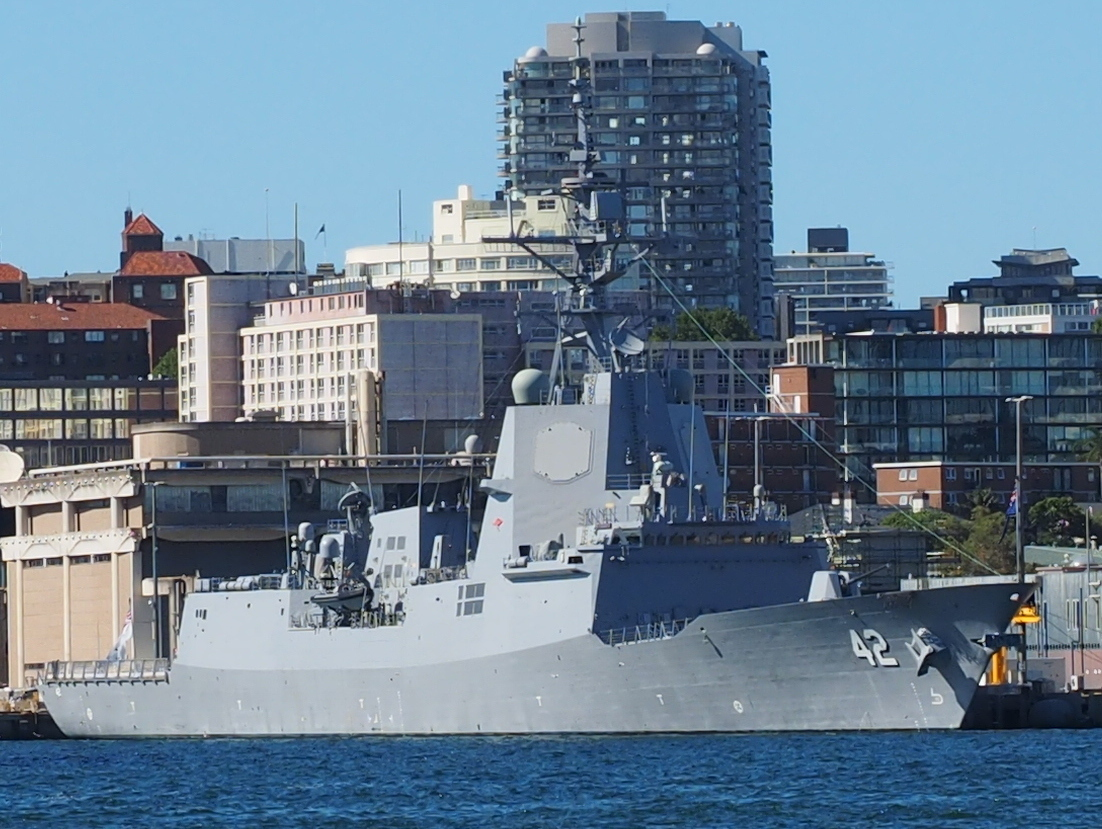
HMAS Sydney v prosinci 2021

Plavidla jako první australské válečné lodě nesou zbraňový systém Aegis úrovně Baseline 7.1 a radar AN/SPY-1D(V). Jsou vybavena trupovým a vlečným sonarem. V dělové věži na přídi je jeden 127mm kanón Mk 45 Mod 4. Za dělovou věží se je nacházet 48násobné vertikální odpalovací zařízení Mk 41. Do něj půjde uložit protiletadlové řízené střely typů Standard SM-2 Block IIIB, Standard SM-6 a RIM-162 ESSM. Ve středu jsou umístěny dva čtyřnásobné kontejnery Mk 141 protilodních střel RGM-84 Harpoon. K obraně proti protilodním střelám lodě nesou jeden 20mm hlavňové systémy blízké obrany Phalanx Block 1B a australský vrhač klamných cílů Nulka. Torpédoborce dále nesou dva dvojhlavňové 324mm torpédomety Mk 32 Mod 9 pro lehká protiponorková torpéda MU90 a dvě dálkově ovládané zbraňové stanice Typhoon Mk-25 s jedním 25mm kanónem M242 Bushmaster. Plavidla jsou vybavena přistávací plochou a hangárem pro uskladnění jednoho protiponorkového vrtulníku či bezpilotních prostředků.
Pohonný systém je koncepce CODAG. Tvoří ho dvě plynové turbíny General Electric LM2500 a dva diesely Caterpillar Bravo 16V. Nejvyšší rychlost přesahuje 28 uzlů.

### Modernizace
Roku 2021 námořnictvo rozhodlo rozšířit výzbroj torpédoborců o střely s plochou dráhou letu Tomahawk TLAM, ke kterým země získá přístup v rámci svého členství v alianci AUKUS. Dne 9. prosince 2024 námořnictvo informovalo o prvním úspěšném vypuštění střely Tomahawk TLAM z australského torpédoborce Brisbane. Země se stala třetím uživatelem střely po USA a Velké Británii. Střela má dosah přesahující 1800 km, umožňující dálkové údery na pozemní cíle v Číně. K roku 2024 Austrálie plánovala akvizici více než 200 střel tohoto typu.
Roku 2024 začalo přezbrojování torpédoborců novými řízenými střelami NSM. V červenci 2024 byla střela NSM poprvé vypuštěna z torpédoborce Sydney při mezinárodním cvičení RIMPAC 2024.